# Weinschenk-Villa

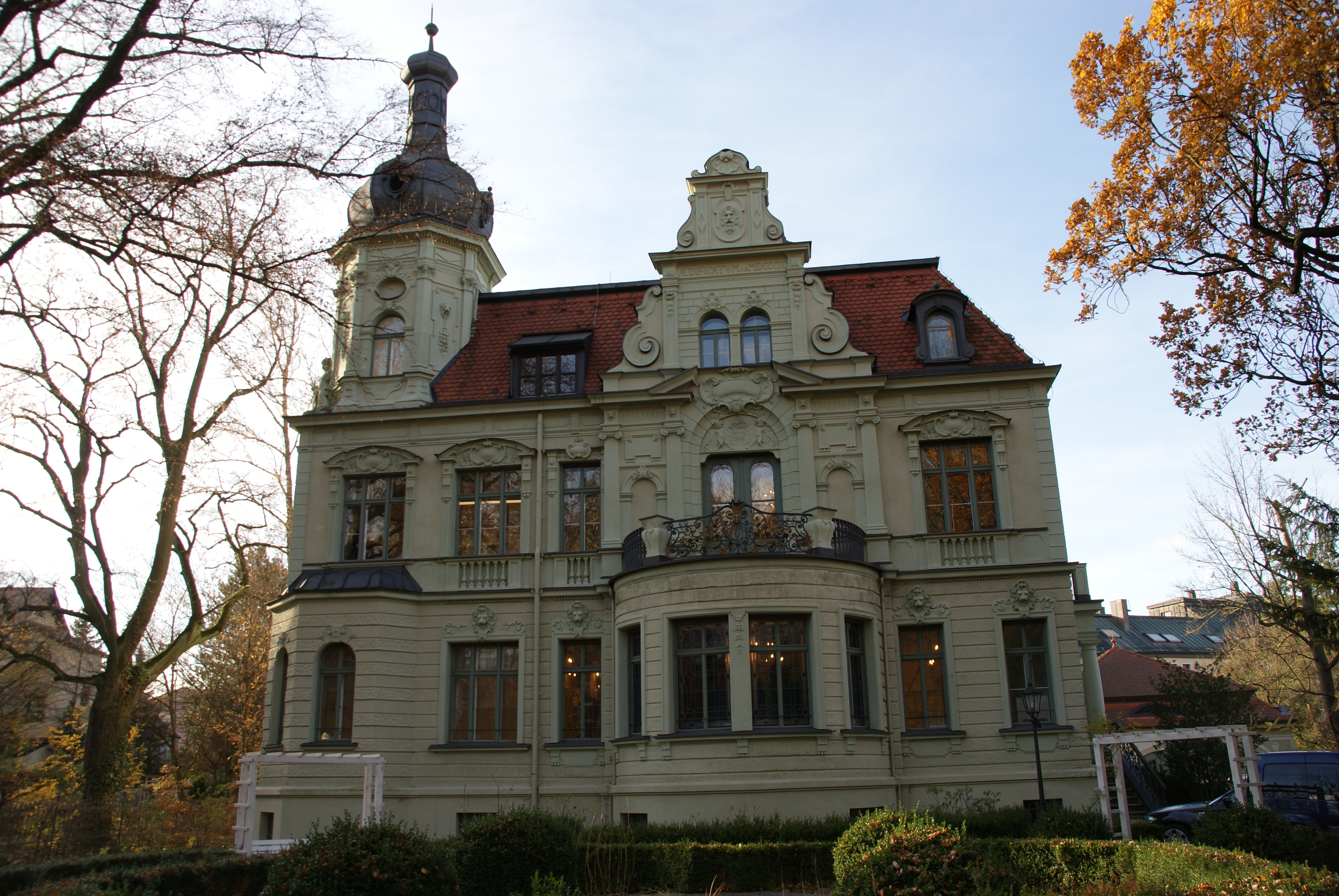
Villa Weinschenk

Die Weinschenk-Villa ist ein Regensburger Baudenkmal aus der Epoche des Neobarock mit Elementen des Jugendstils. Sie befindet sich in der Hoppestraße 6 (bis 1981: Hausnummer Hoppestraße 3) hinter dem Dörnbergpark. Der Architekt Joseph Koch errichtete die Villa 1898/99 für den jüdischen Bankier, Mäzen und liberalen Stadtrat Max Weinschenk, der hier mit seiner Frau Sophie ein regionales Zentrum urbaner Salonkultur schuf. Der Maler Max Wissner (* 18. Juni 1873 in Geiersberg; † 14. Juni 1959 in Regensburg) hatte damals im Turmzimmer sein Atelier.
1920 übersiedelte Weinschenk mit seiner Familie nach München und vermietete das Haus. Zur Zeit des Nationalsozialismus wurde es zwangs-„arisiert“ und ab 1936 von der Wehrmacht als Dienstgebäude benutzt. Nach 1945 erfolgte hier die Unterbringung einer staatlichen Hauptkasse durch die amerikanische Militärregierung. Pater Emmeram versuchte ein Priesterseminar in der Weinschenk-Villa zu etablieren, was jedoch nicht gelang. Das Haus wurde in eine Gaststätte („Münchner Löwenbräu“) umgewandelt und später vom Bezirk Oberpfalz erworben, der es aufwendig restaurierte. Im Inneren sind historisierende Räume zu sehen, unter anderem ein arabisches Zimmer, ein Renaissance-Erkerzimmer und ein Rokoko-Salon.
1986 wurde die Weinschenk-Villa als Bezirkszentrum für die Öffentlichkeit zugänglich gemacht; von 1996 bis 2006 hatte die Kulturverwaltung des Bezirks Oberpfalz hier ihren Sitz. In dieser Zeit fanden zahlreiche Veranstaltungen statt, die an die von Max Weinschenk repräsentierte kulturelle Tradition anknüpften: u. a. Ausstellungen, Buchpräsentationen, Lesungen der Autoren Margret Hölle, Albert von Schirnding, Peter Horst Neumann, Godehard Schramm und Harald Grill, Lied- und Kammermusik-Uraufführungen der Komponisten Ernst Kutzer und Jens Joneleit sowie Auftritte der Schauspieler Wolf Euba und Dorothee Hartinger (Fräulein Else).